# FK Hoverla Uzjhorod
FK Hoverla Uzjhorod, fram till 2012 FK Zakarpattia Uzjhorod (ukrainska: ФК Закарпаття Ужгород ryska:ФК Закарпатье Ужгород) är en ukrainsk fotbollsklubb från Uzjhorod i det västliga Ukraina någon kilometer från den slovakiska och ungerska gränsen. Klubben spelar i ukrainska ligan 2009/2010. 
Zakarpattia har tidigare spelat fyra säsonger i ukrainska ligan. Bästa placering i ligan är tolfte plats 2004/2005 övriga tre säsonger har klubben slutat sextonde och sist i ligan och flyttats ned i 2:a ligan.